# Детенхајм
Детенхајм (њем. Dettenheim) општина је у њемачкој савезној држави Баден-Виртемберг. Једно је од 32 општинска средишта округа Карлсруе. Према процјени из 2010. у општини је живјело 6.626 становника. Посједује регионалну шифру (AGS) 8215111.

## Географски и демографски подаци
Детенхајм се налази у савезној држави Баден-Виртемберг у округу Карлсруе. Општина се налази на надморској висини од 103 метра. Површина општине износи 30,9 km². У самом мјесту је, према процјени из 2010. године, живјело 6.626 становника. Просјечна густина становништва износи 215 становника/km².